# Xã McKinley, Quận Polk, Missouri
Xã McKinley (tiếng Anh: McKinley Township) là một xã thuộc quận Polk, tiểu bang Missouri, Hoa Kỳ. Năm 2010, dân số của xã này là 586 người.